# Meghan Agosta
Meghan Christina Agosta (Windsor, 12 febbraio 1987) è una hockeista su ghiaccio canadese.
Gioca nel ruolo di attaccante con le Montreal Stars.
Ha vinto tre medaglie d'oro olimpiche nell'hockey su ghiaccio. In particolare ha vinto con la sua nazionale il torneo femminile di hockey su ghiaccio alle Olimpiadi invernali 2006 di Torino, il torneo femminile alle Olimpiadi invernali 2010 di Vancouver, il torneo femminile alle Olimpiadi invernali 2014 di Soči e anche la medaglia d'argento il torneo femminile alle Olimpiadi invernali 2018 di Pyeongchang.
Ha partecipato quindi a tre edizioni dei giochi olimpici invernali, vincendo la medaglia d'oro in tutte e tre le occasioni.
Nelle sue partecipazioni al campionato mondiale di hockey su ghiaccio femminile ha vinto due medaglie d'oro (2007 e 2012) e sei medaglie d'argento (2008, 2009, 2011, 2013, 2016 e 2017).